# Szumy uszne
Szumy uszne (łac. tinnitus auris) – grupa przykrych doznań dźwiękowych pochodzenia endogennego, które zwykle są objawami drobnych defektów w uchu wewnętrznym. Szumy uszne mają charakter subiektywny, słyszane są tylko przez osobę, u której powodują dyskomfort. Nie pochodzą z otoczenia, jednak może je generować zbyt głośny dźwięk. Odczuwane są w uszach lub w głowie. Szumy uszne obiektywne występują rzadziej i może je usłyszeć także osoba, która bada poprzez osłuchiwania z zewnątrz uchem lub za pomocą stetoskopu.
Wyróżnia się szum:
- czaszkowy,
- uszny – szum naczyniopochodny jest pulsujący, nasila się po wysiłku, emocjach, przy wzroście ciśnienia tętniczego, może zmieniać się przy poruszaniu głową,
- nerwowy – często pozostałość zapalenia ucha środkowego i błędnika lub pracy w hałasie, procesu starzenia się.

## Etiologia
W około 67% przypadków nie udaje się ustalić przyczyny szumów. Najprawdopodobniej w tej części przypadków przyczyna ma centralne pochodzenie (mózg). W tym przypadku defekt miałby polegać na niewłaściwej obróbce sygnałów docierających do mózgu.
W pozostałej części przypadków etiologia jest wyraźnie określona.
Do określonych przyczyn należą:
- uraz akustyczny – ekspozycja[3] na zbyt silny bodziec akustyczny, na przykład słuchanie głośnej muzyki, praca w nadmiernym hałasie[2];
- uraz czaszki, stan po operacji ucha środkowego;
- infekcja górnych dróg oddechowych;
- choroba Ménière’a[2];
- uszkodzenie komórek rzęskowych, które są częścią ślimaka;
- zaleganie woskowiny w uchu;
- niektóre leki, na przykład kwas acetylosalicylowy, indometacyna, erytromycyna, aminoglikozydy, chinina, chlorochinina, chinidyna, diuretyki pętlowe, cisplatyna[4];
- konflikt naczyniowo-nerwowy nerwu VIII[5];
- uraz nerwu VIII[2];
- nadciśnienie tętnicze;
- drgania sztywnych tętnic[2];
- przewodzenie szmerów od serca oraz od tętniaka[2];
- stwardnienie rozsiane.

W przypadku jednostronnego, subiektywnego szumu w uchu należy podejrzewać guz kąta móżdżkowo-mostkowego lub nerwiak nerwu VIII.

## Zapobieganie
Dla zapobiegania szumów usznych zalecane są:
- ochrona uszu przed nadmiernym hałasem poprzez używanie ochraniaczy na uszy w miejscach pracy wystawionych na nadmierny hałas;
- unikanie leków powodujących uszkodzenie słuchu;
- samodzielne lub z pomocą specjalisty zapanowanie nad bezsennością, zmęczeniem, wyczerpaniem, depresją.

## Objawy
Objawy szumu w uszach występują w rozmaitych postaciach. Najczęściej są określane jako:
- gwizdanie,
- piszczenie,
- szmer,
- szum,
- pulsowanie,
- dzwonienie,
- tykanie[6][7].

## Leczenie

### Leczenie niefarmakologiczne
- Tzw. TRT (ang. tinnitus retraining therapy), obecnie najbardziej skuteczna metoda terapii, stosowana w wyspecjalizowanych ośrodkach, polegająca na uaktywnianiu procesu habituacji szumu. Stosuje się tu specjalne nagrania z tzw. szumem szerokopasmowym, którego słuchanie daje w konsekwencji subiektywne ściszenie własnego szumu.
- Stosowanie aparatów słuchowych.
- Stymulacja laserem, mająca na celu zainicjowanie samodzielnej naprawy defektu komórek słuchowych przez organizm.

### Leczenie farmakologiczne
Najczęściej stosowanymi lekami w terapii szumów usznych są preparaty usprawniające krążenie naczyniowe w błędniku i naczyniach mózgowych, co pozwala ograniczyć występowanie objawów. Wśród tych leków wymienia się takie substancje jak:
- winpocetyna
- pentoksyfilina
- betahistyna
- nicergolina

Innymi lekami znajdującymi zastosowanie w terapii są leki psychostymulujące, takie jak piracetam. Poprawia on stabilność błony komórkowej, ogranicza agregację płytek krwi, zwiększa elastyczność erytrocytów.  Dzięki czemu ma pozytywny wpływ na krążenie krwi w mózgu.
Leki przeciwdepresyjne oraz uspokajające, które są skuteczne wtedy, gdy szum uszny jest objawem złego samopoczucia lub depresji. 

## Fizjoterapia w leczeniu szumów usznych[10]
Szacuje się, że u podłoża nawet 65% subiektywnych szumów usznych leżą przyczyny somatosensoryczne, w tym mięśniowo-powięziowy zespół bólowy (ang. myofascial pain syndrome, MFPS),związany z obecnością punktów spustowych (trigger points, TrP), zlokalizowanych w obrębie mięśnio-powięzi, dlatego w wielu przypadkach jest możliwe leczenie szumów usznych przy użyciu metod fizjoterapeutycznych, do których należą:
- masaż tkanek głębokich,
- rozluźnianie mięśniowo-powięziowe,
- kompresja TrP,
- terapia czaszkowo-krzyżowa,
- mobilizacja segmentu C0-C1,
- suche igłowanie.

## Powikłania
- zaburzenia koncentracji,
- bezsenność, zmęczenie i wyczerpanie.